# エミール・プッテマンス
エミール・プッテマンス（Emiel Puttemans、1947年10月8日- ）は、ベルギー、ルーヴェン出身の陸上競技選手。1968年メキシコシティーオリンピックから4大会連続オリンピック出場。1972年ミュンヘンオリンピックの銀メダリストである。

## 経歴
プッテマンスは、21歳で初出場したメキシコオリンピックの5000mで決勝に進出したが、最下位の12位となっている。1969年、1971年のヨーロッパ選手権でも5000mに出場しており、1969年は7位、1971年では7位だったフィンランドのラッセ・ビレンを上回る6位という結果を残した。このレースの直後、プッテマンスは2マイルのレースで8分17秒8の自身最初の世界記録を樹立している。
プッテマンスは、1972年ミュンヘンオリンピックでは10000mと5000mの2種目に出場。10000mの予選で27分53秒4のオリンピック新記録を樹立。3日後の決勝、7年前の1965年にオーストラリアのロン・クラークが記録した27分39秒4の世界記録に迫る、27分39秒6を出したものの、ビレンが27分38秒4の世界新記録で金メダル。プッテマンスは銀メダルを手にした。次に出場した5000mでも、予選で13分31秒8のオリンピック新記録を樹立。決勝では、さらに13分30秒8と予選を上回る結果を残したものの、2冠を達成したビレンほか3人の選手が、プッテマンスを上回り、5位に終わった。
プッテマンスは、ミュンヘンオリンピック5000mのレース終了後の9月14日、デンマークのオーフスで行われた3000mのレースにおいて7分37秒6で走り、ケニアのキプチョゲ・ケイノの世界記録を破った。同じ日、ヘルシンキではビレンが5000mで13分16秒4の世界記録を樹立している。2人が世界新記録を出した6日後の9月20日、プッテマンスは、ブリュッセルの5000mのレースで13分13秒0で走り、6日前にビレンが出した世界記録を破り3000m、5000mの2種目の世界記録保持者となる。
プッテマンスは、1973年、室内の2マイルで8分13秒2の室内世界新記録を出す。このときの3000mの計時7分39秒2も室内世界新であった。1975年には、世界クロスカントリー選手権でベルギーの団体銅メダルの獲得に貢献した。
しかし、その後の成績は振るわず、1976年、3度目のオリンピックとなる、モントリオールオリンピックに出場したものの、5000mは予選で途中棄権。10000mは決勝で途中棄権に終わっている。1980年には4度目となるモスクワオリンピックに出場。5000mで準決勝敗退という結果に終わっている。
プッテマンスは、その後も競技を続け、1982年のローママラソンで優勝を果たしている。

## 自己ベスト
- 3000m - 7分37秒6 (1972年)
- 5000m - 13分13秒0 (1972年)
- 10000m - 27分39秒6 (1972年)
- マラソン - 2時間09分53秒 (1982年)

## 主な実績
| 年   | 大会                     | 場所                       | 種目   | 結果      | 記録      |
| ---- | ------------------------ | -------------------------- | ------ | --------- | --------- |
| 1968 | オリンピック             | メキシコシティ(メキシコ)   | 5000m  | 12位      | 14分59秒6 |
| 1969 | ヨーロッパ陸上選手権     | アテネ(ギリシャ)           | 5000m  | 7位       | 13分53秒2 |
| 1971 | ヨーロッパ陸上選手権     | ヘルシンキ(フィンランド)   | 5000m  | 6位       | 13分36秒6 |
| 1972 | オリンピック             | ミュンヘン(西ドイツ)       | 10000m | 2位       | 27分39秒6 |
| 1972 | オリンピック             | ミュンヘン(西ドイツ)       | 5000m  | 5位       | 13分30秒8 |
| 1973 | ヨーロッパ室内陸上選手権 | ロッテルダム(オランダ)     | 3000m  | 1位       | 7分44秒51 |
| 1974 | ヨーロッパ室内陸上選手権 | イェーテボリ(スウェーデン) | 3000m  | 1位       | 7分48秒48 |
| 1976 | オリンピック             | モントリオール(カナダ)     | 5000m  | DNF（sf） | -         |
| 1976 | オリンピック             | モントリオール(カナダ)     | 10000m | DNF       | -         |
| 1978 | ヨーロッパ室内陸上選手権 | ミラノ(イタリア)           | 3000m  | 2位       | 7分49秒9  |
| 1980 | オリンピック             | モスクワ(ソビエト連邦)     | 5000m  | 8位（sf） | 13分50秒2 |

- sfは準決勝